# Domingos Mendes da Silva
Domingos Mendes da Silva - (Santo Amaro da Purificação, 16 de julho de 1913 — Ceres, 22 de novembro de 2006) foi um politico brasileiro.

## Vida Pessoal
Nasceu em Santo Amaro da Purificação, em 1913, formou-se médico na Faculdade de Medicina de Niterói, no Rio de Janeiro. Em outubro de 1948, o médico James Fanstone, fundador e dono do Hospital Evangélico Goiano, de Anápolis, estimulou Dr. Domingos, até então médico daquela unidade, a visitar a recém-criada Colônia Agrícola de Ceres.
Seu objetivo era fortalecer o corpo clínico do hospital da colônia em função do aumento do número de habitantes na região. Em 1948,  mudou-se para a CANG (em Ceres), onde trabalhou no hospital da colônia até 1951, ano em que saiu para montar o seu próprio Hospital das Clínicas Centro Goiano, primeira unidade hospitalar privada da região do Vale do São Patrício. Foi o primeiro prefeito eleito da cidade de Ceres, exercendo o mandato de 1955-1959, e foi também deputado estadual pelo PSD, na 5.ª Legislatura, no período 1963-1967. Teve um papel muito importante no desenvolvimento do aglomerado de saúde de Ceres, pois foi um aglutinador dos médicos da cidade. Domingos Mendes da Silva faleceu no dia 22 de novembro de 2006.